# Jana Lahodová
Jana Lahodová, po mężu Vudmasková (ur. 4 czerwca 1957 w Hradec Králové, zm. 15 października 2010) – czechosłowacka hokeistka na trawie, medalistka olimpijska.
Uczestniczka letnich igrzysk olimpijskich w Moskwie w 1980. Na tym turnieju zagrała w spotkaniach z Zimbabwe i Polską. W meczu z Polkami strzeliła bramkę, która dała Czechosłowaczkom zwycięstwo. Ostatecznie w swoim jedynym występie olimpijskim, zdobyły one srebrny medal.
Była córką Jaroslava i Heleny, pionierów hokeja na trawie w Hradec Králové. Grała początkowo w tamtejszej Slavii, by w połowie lat 70. przenieść się do klubu Slavia Praga (w jego barwach wystąpiła w Pucharze Europy). Po zakończeniu kariery została sędzią (w tym międzynarodowym), oraz trenerką młodych adeptów tego sportu. Zmarła po długiej chorobie.